# Sinheung-dong, Mokpo
Sinheung-dong (koreanska: 신흥동) är en stadsdel i kommunen Mokpo i provinsen Södra Jeolla i den sydvästra delen av Sydkorea, 310 km söder om huvudstaden Seoul.